# Pal·lantea
Pal·lantea (en llatí Pallantium o Pallanteum) és una ciutat de la mitologia romana situada al costat del riu Tíber, i citada per Virgili a l'Eneida.
Va ser fundada per Evandre, un heroi originari d'Arcàdia, que juntament amb altres grecs es va establir al turó del Palatí en algun moment anterior a la Guerra de Troia. En aquell punt hauria fundat la ciutat. Aquest mite és important perquè Pal·lantea hauria format part de les ciutats que s'unirien per formar Roma, i això vincularia els orígens de Roma amb els antics herois grecs.
Eneas va arribar a Pal·lantea quan va sortir de Cartago i va establir una aliança amb el rei Evandre per lluitar contra els rútuls.